# Говен (Иль и Вилен)
Говен (фр. Goven) — коммуна на северо-западе Франции, находится в регионе Бретань, департамент Иль и Вилен, округ Редон, кантон Гишен. Расположена в 18 км к юго-западу от Ренна, в 8 км от национальной автомагистрали N24.
Население (2018) — 4 324 человека.

## Достопримечательности
- Церковь Святого Мартина середины XIX века
- Шато Блоссак XV—XVII веков
- Часовня Нотр-Дам-де-л’Эрмитаж 1938 года в стиле бретонской неоготики

## Экономика
Структура занятости населения:
- сельское хозяйство — 4,1 %
- промышленность — 10,2 %
- строительство — 14,5 %
- торговля, транспорт и сфера услуг — 42,37 %
- государственные и муниципальные службы — 28,8 %

Уровень безработицы (2018) — 6,1 % (Франция в целом —  13,4 %, департамент Иль и Вилен — 10,4 %). 

Среднегодовой доход на 1 человека, евро (2018) — 23 210 (Франция в целом — 21 730, департамент Иль и Вилен — 22 230).

## Демография
Динамика численности населения, чел.

## Администрация
Пост мэра Говена с апреля 2018 года занимает Норбер Сольнье (Norbert Saulnier). На муниципальных выборах 2020 года возглавляемый им левый список победил в 1-м туре, получив 62,49 % голосов.
| Период | Период | Фамилия        | Партия       | Примечания    |
| ------ | ------ | -------------- | ------------ | ------------- |
| 1964   | 1995   | Робер Гарель   |              |               |
| 1995   | 2008   | Марсель Петри  | Разные левые | фермер        |
| 2008   | 2018   | Филипп Гурронк | Разные левые | преподаватель |
| 2018   |        | Норбер Сольнье | Разные левые | пенсионер     |

## Галерея

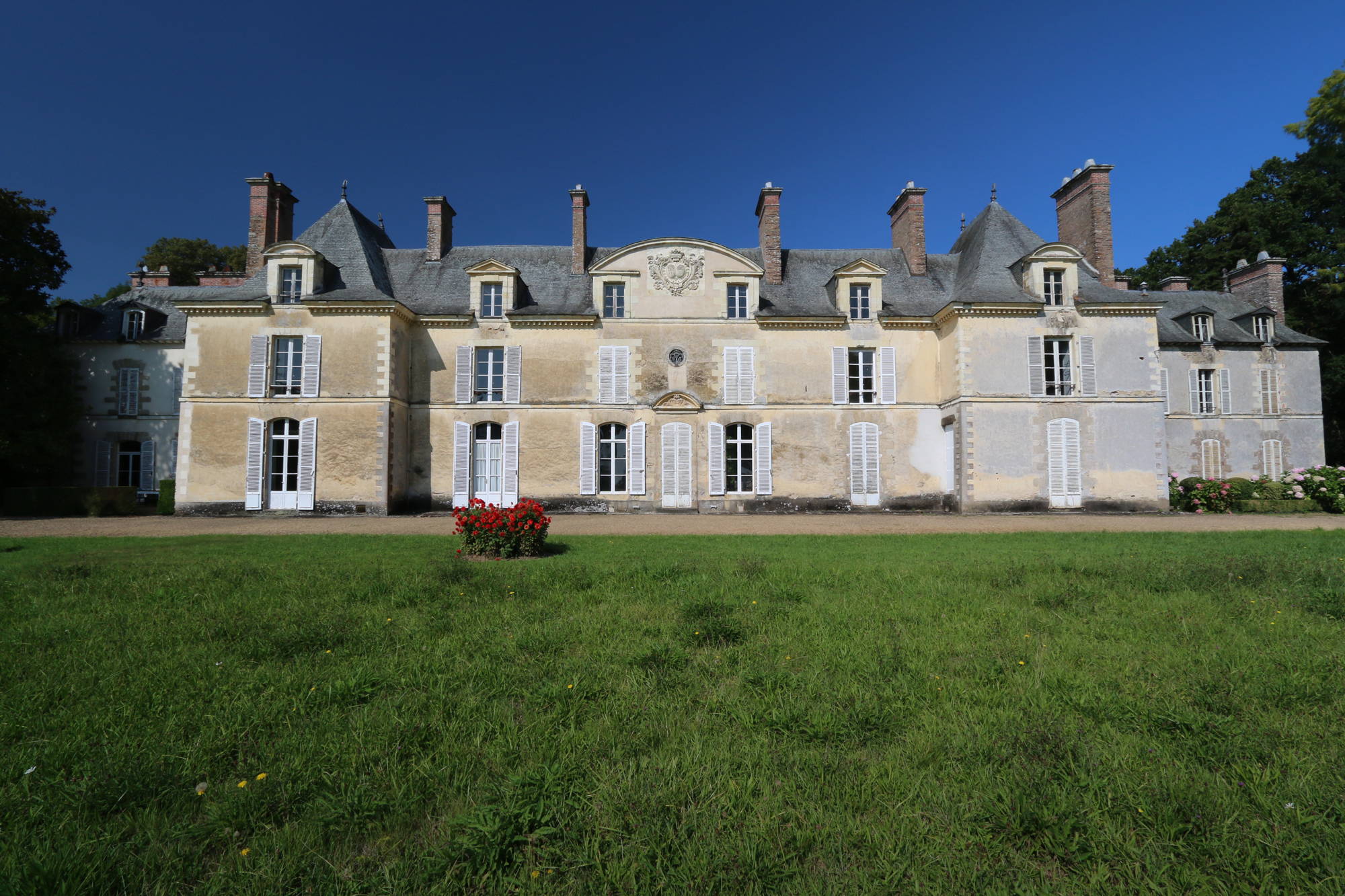
Шато Блоссак
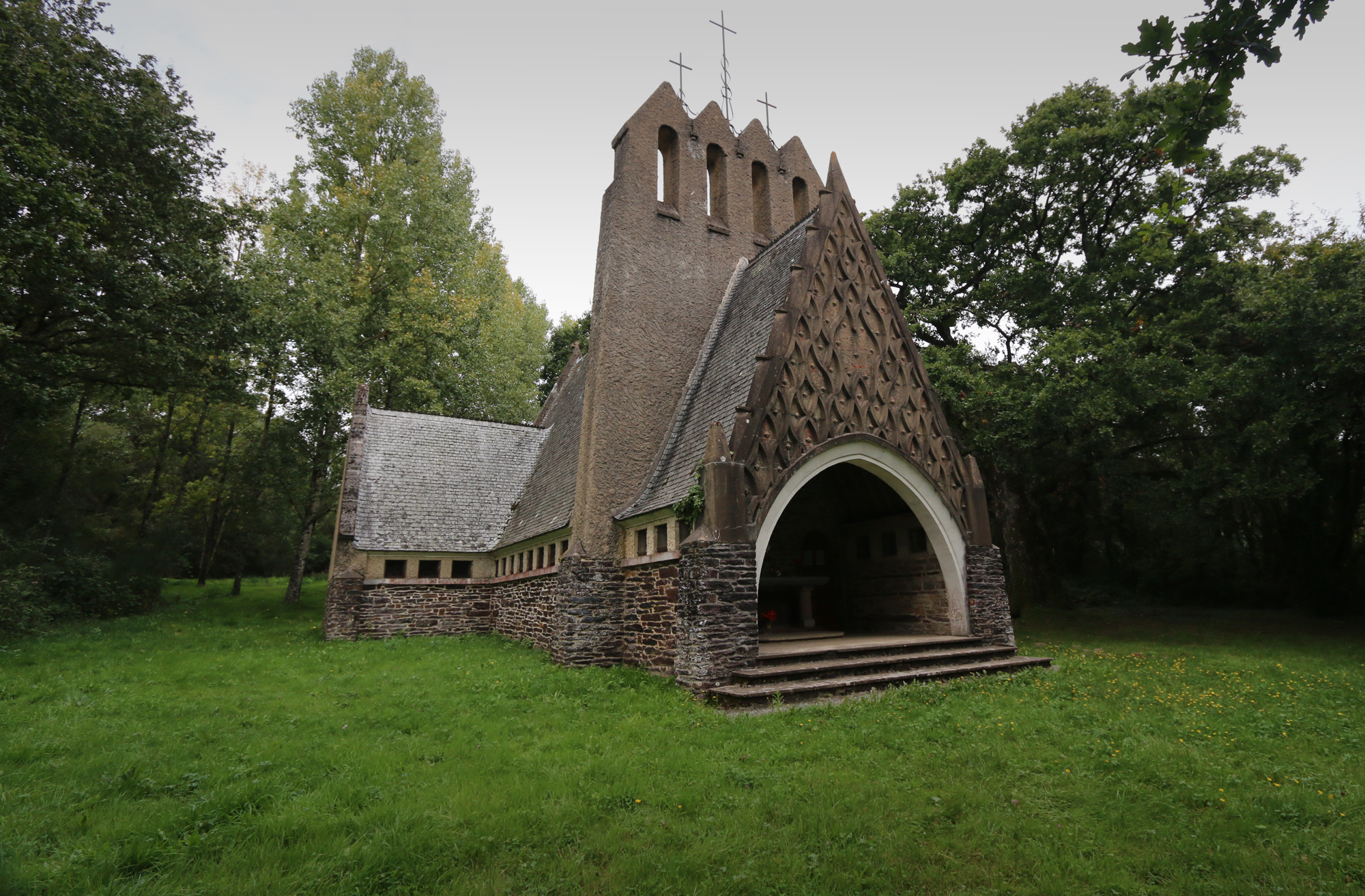
Часовня Нотр-Дам-де-л’Эрмитаж